# Jeu de rôle du Seigneur des Anneaux
Pour les articles homonymes, voir Le Seigneur des anneaux (homonymie).
Le Jeu de rôle du Seigneur des Anneaux (JdRSA) (en anglais : Lord of the Rings Role-Playing Game, LotR RPG) est une adaptation en jeu de rôle d'un roman de John Ronald Reuel Tolkien, Le Seigneur des anneaux.

## Système de jeu
Le système utilisé pour ce jeu sorti en 2002 est le système CODA de son éditeur, Decipher, Inc. — qui avait précédemment créé Le Seigneur des anneaux : jeu de cartes à collectionner en 2001. Les règles du jeu privilégient un aspect cinématique, s'inspirant des films de Peter Jackson.
JdRSA fait suite à une première adaptation en jeu de rôle de l'univers de Tolkien, le Jeu de rôle des Terres du Milieu (JRTM), édité par ICE en 1984.